# Bruno Mantovani
Bruno Mantovani, nacido el 8 de octubre de 1974 en Châtillon en los Altos del Sena, es un compositor francés.

## Biografía
Nacido de un padre de origen italiano y de una madre de origen español, Bruno Mantovani comienza a tomar cursos de piano, de percusión y de jazz en el conservatorio de Perpiñán. Después entró en el Conservatorio de París en 1993 y obtuvo cinco primeros premios. Sus profesores son Guy Reibel para la composición, Alain Poirier para la historia de la música, Alain Louvier en análisis, Rémy Stricker en estética, Laurent Cuniot en electroacústica y Jacques Charpentier para la orquestación. Ha completado su formación junto a Guy Reibel. Obtuvo una máster de musicología en la Universidad de Ruan y después siguió curso de composición en la abadía de Royaumont. En 1998, acabó su formación participando en cursos de composición y de informática musical en el Ircam.
El 2 de agosto de 2010 sucedió a Pascal Dumay a la cabeza del Conservatorio de París siendo sustituido en enero de 2020 por Émilie Delorme.

## Controversia
En 2013 suscitó una polémica afirmando que "estaba un poco molesto por los discursos sobre la paridad y las discriminaciones positivas" asegurando que "una mujer que va a tener hijos lo tendrá mal para tener una carrera como director de orquesta".

## Obra
Sus obras van desde composiciones para solistas a la ópera.
- 1997: L'Incandescence de la bruine, para saxofón y piano.
- 1998: 
  - Jazz Connotation, para piano.
  - Turbulences, para doce instrumentos.
  - Une autre incandescence, para clarinete, alto y piano.
- 1999: 
  - Bug, para clarinete
  - Le Grand jeu, para percusión y electrónica.
  - Moi jeu..., para marimba
- 2000: 
  - Art d'écho, para orquesta
  - D'un rêve parti, para seis instrumentos.
  - La Morte Meditata, para mezzosoprano y conjunto.
  - Série Noire, para 14 instrumentos
- 2001: 
  - Appel d'air, para flauta y piano
  - Früh, para flauta
  - Les Danses interrompues, para 6 instrumentos.
  - Italienne, para piano
  - Troisième Round, para saxofón y conjunto.
  - You are connected, para trío de cuerdas.
- 2002: 
  - Das erschafft der Dichter nicht, para soprano y conjunto.
  - Haunted Nights, para clarinete, piano y vibráfono.
  - L'Ere de rien, para flauta, clarinete y piano.
  - Le Sette Chiese, para gran conjunto.
  - Par la suite, para flauta y conjunto.
- 2003: 
  - 4 Etudes, para piano
  - East side, west side, para 5 instrumentos.
  - METAL, para 2 clarinetes.
  - Mit Ausdruck, para clarinete bajo y orquesta.
  - On the dance floor, para orquesta.
- 2004: Zapping, para flauta y orquesta.
- 2005: 
  - 4 Pièces pour quatuor à cordes (Bleu, les Fées, L'Ivresse, BWV 1007).
  - 5 Poèmes de Janos Pilinsky, para coro de cámara.
  - 6 Pièces pour orchestre
  - Blue girl with red wagon, para cuarteto de cuerdas y piano.
  - Concerto pour violoncelle, para violonchelo y orquesta.
  - Con Leggerezza, para orquesta.
  - Da Roma, para clarinete, alto y piano.
  - Happy B., para flauta, violín, alto y violonchelo.
  - Le Cycle des gris, para orquesta.
  - Little Italy, para alto.
  - Un Souffle, para flauta y 4 percusiones.
- 2006: 
  - Cantate n°1, para coro y conjunto.
  - Entre Parenthèses, para piano.
  - L'Autre côté, ópera en un prólogo y dos actos.
  - Quelques effervescences, para alto y piano.
  - Streets, para conjunto
  - Suonare, para piano
  - Time Stretch (on gesualdo), para orquesta.
- 2007: 
  - 5 Pièces pour Paul Klee, para violonchelo y piano.
  - 8'20" chrono, para acordeón.
  - D'une seule voix, para violín y violonchelo.
  - Éclair de Lune, para 3 grupos instrumentales y electrónicos.
  - Finale, para orquesta.
  - Happy hours, para violín.
  - Quintette pour Bertolt Brecht, para arpa y cuarteto de cuerdas.
  - Si près, si loin (d'une fantaisie), para 2 pianos y 2 grupos instrumentales.
  - Tocar, para arpa.
  - Trait d'union, para clarinete.
  - Vier Geistliche Gedichte, para coro de cámara.
- 2008:
  - 8 Moments musicaux, para violín, violonchelo y piano.
  - Cantate n°2 (sur G. Leopardi), para soprano y clarinete.
  - L'Enterrement de Mozart, para 5 voces y conjunto.
  - Monde évanoui (Fragments pour Babylone) , para coro.
- 2009: 
  - All'ungarese, para violín y piano.
  - Concerto pour deux altos et orchestre.
  - Icare, para dos pianos.
  - Le Livre de Jeb, para piano.
  - Le Livre des illusions, para orquesta.
- 2010: 
  - ...273..., para conjunto de 17 músicos.
  - Quatre Mélodies arméniennes, para flauta.
  - Concerto de chambre no. 1, para 17 músicos.
  - Concerto de chambre no. 2, para 6 músicos.
  - Face à face, para 4 clarinetes.
  - Fantaisie, para piano y orquesta.
  - Postludium, para orquesta.
  - Siddharta, música original para el ballet epónimo de Angelin Preljocaj compuesto para el ballet de la Ópera de París.
- 2011: 
  - Akhmatova, ópera estrenada en la Ópera de la Bastilla.
  - Jeux d'eau, para violín y orquesta.

Sus obras están publicadas en éditions Henry Lemoine.

## Premios y distinciones
- Primeros premios de composición, análisis, estética, historia de la música y orquestación en el Conservatorio Nacional Superior
- Primer premio en el concurso de la ciudad de Stuttgart en 1999 por su Concierto para violín y Turbulences
- Premio Hervé Dugardin en 2000
- Premio Georges Enesco de la Sacem en 2000
- Premio André Caplet en 2005
- Premio Belmont de la Fundación Forberg-Schneider en 2007 y de numerosas recompensas.
- Dos «coups de cœur» de la Academia Charles Cros por las grabaciones de sus obras.
- Obtuvo el título de Compositor del año en los Victoires de la Musique en 2009.

## Discografía
- Bruno Mantovani, Troisième Round, Aeon 2003 (60'18). Pistas: 1. Troisième Round (2001) para saxofón y conjunto (20'29); 2. La Morte Meditata (1999) para mezzosoprano y conjunto instrumental (28'31); 3. Turbulences (1998) para conjunto (11'01). Ensemble TM+, Vincent David (saxofón), Sylvia Marini-Vadimova (mezzo), Laurent Cuniot (dirección).